# Kamaz Typhoon-63969
Le KamAZ Typhoon-K ou le KamAZ-63969 ou encore le RKhM-9 6x6 est un véhicule blindé de transport de troupes développé pour les forces armées de la fédération de Russie. Il fait partie de la nouvelle famille famille Typhoon de véhicules blindés russes à roues, construits sur le principe des MRAP avec une coque en V. 

## Caractéristiques
Il se différencie de son cousin le KamAZ-63968 car il est construit à partir d'une monocoque, ce qui lui permet d'être configuré comme un véhicule blindé de transport de troupes. Néanmoins, bien qu'il ait été conçu pour offrir un blindage plus important que ces prédécesseurs, les gains sont assez faibles. Il peut résister à des munitions de calibre 14,5 mm et 8 kg de TNT grâce à se coque en V, ce qui correspond au standard STANAG 4569 niveau 3.
Il peut emporter une tourelle téléopérée construite par JSC Electromashina. Cette tourelle peut être équipée d'un fusil-mitrailleur de calibre 7,62 mm, un fusil-mitrailleur de 12,7 mm ou un lance-grenades automatiques de types AGS.
Un système spécialisé de gestion des informations embarquées se trouve également sur le véhicule, qui surveille l'état de tous les systèmes et les dysfonctionnements, calcule les paramètres de conduite optimaux (jeu, mode de suspension, etc.) et envoie des commandes pour contrôler les systèmes et mécanismes du véhicule blindé. Des caméras sont installées sur le véhicule pour procurer une vision à 360° pour l'équipage. 
La sortie du véhicule peut se faire par la porte principale à l'arrière, par deux écoutilles sur le côté droit ou 5 trappes de sorties sur le toit du Typhoon. Il peut emporter jusqu'à 12 soldats, moins de que le 63968 dont la capacité est de 17 personnels. 
Ce véhicule est le moins réussi de la famille Typhoon, car il n'apporte que peu d'avantages par rapport à ses contreparties. Le ministère russe de la Défense ne lui a pas encore trouvé d'utilité pratique au sein de ses unités. De plus, de nombreux défauts de conception retardent la production plusieurs fois et il semble que son avenir en tant que transport de troupes blindé est incertain.

## RKhM-9
Le ministère russe de la défense finit finalement par trouver une utilité au Typhoon-63969. En 2018, lors d'un forum d'armement, la Russie présente le RKhM-9. Il s'agit d'un véhicule de reconnaissance avancé résistant aux radiations, armes chimiques et biologiques. Il est intégré aux troupes NRBC de la fédération de Russie. Basé sur le châssis du Typhoon-63969, ce nouveau véhicule doit effectuer des missions de reconnaissances en milieu contaminé par le risque chimique et radiologique. Les différents capteurs doivent lui permettre de mener une reconnaissance sur une distance de 6 km. Un drone est intégré dès la conception au véhicule, il doit avoir une portée de 25 km et être capable de voler à une altitude de 3 000 m. 
La Russie développe également le véhicule robotique polyvalent mobile MRK-RKhBZ pour les troupes de radioprotection, de protection chimique et biologique, qui comprend deux systèmes robotiques terrestres et deux drones Orlan-10 avec des ensembles d'équipements détachables.
Le développement du RKhM-9 se termine en janvier 2021. Le vice-ministre de la Défense de la fédération de Russie, Alexeï Krivoroutchko annonce alors que « Les troupes du NBC recevront bientôt un nouveau véhicule de reconnaissance radiologique, chimique et biologique (RCB) RKhM-9 ».